# シンドバッド 地底の大魔宮
『シンドバッド 地底の大魔宮』（- ちていのだいまきゅう）は、IGSから1990年に発売されたPCエンジン用のロールプレイングゲームである。

## 概要
中世アラビア時代を舞台としたフィールド見下ろしタイプのRPG。バグダッド、メッカ、カイロ、デリーといった実在する中東やインド亜大陸の都市のほか、ビザンチン、浮遊都市（パルギア）や地底都市アガルタもゲーム内に存在する。また、アリババ、シェラザードといった千夜一夜物語の登場人物と同名のキャラクターが仲間として登場するが、物語との関連性は無い。その他の仲間としては古代文明のロボット・ケルビムや、三蔵法師一行の一員・ゴクー、ラセツのほか、地名としてではあるがヤクシュニーといった東洋系のキャラクターも登場する。

## ゲーム内容
オーソドックスな『ドラゴンクエストシリーズ』（1986年 - ）タイプのコマンド形式でゲームは進行するが、マップの自由度が極めて高く、序盤から強い敵が出現するエリアにも簡単に進入でき、戦闘で全滅してしまう場合がある。なお、全滅してもゲームオーバーとはならない。
また、初期レベル時には戦闘で敵に1〜3ポイント程度のダメージしか与えられず、戦闘に時間を要するため、特に序盤は根気がいるが、そこを乗り切れば然程苦戦することなく進行できるゲーム内容となっている。
レベルアップのシステムが変わっており、経験値とレベルはキャラ毎に設定されておらず、パーティー全体（ゲーム内ではキャラバンと表記される）のデータとなっており、これにより後から仲間になったキャラとのレベル差が生ずるという現象は無くなっている。最大レベルは40。

## ストーリー
バグダッドに住むシンドバッド少年は親子3人仲良く幸せに暮らしていたが、ある日突然、父親が行方不明になってしまった。シンドバッドは父親を探すべく、友人のアリババとともに故郷バグダッドを旅立とうと決心するが、奇しくも同日、王宮から王女シェラザードが、アラジン率いる「風の盗賊」によって砂漠の北東の洞窟に拉致されるという事件が発生。憧れの美女でもあるシェラザードを2人で救出しようとする所から冒険はスタートする。
途中、さまざまな問題解決をしつつ冒険を進める途上で、デリー王国の北の山脈にあるという伝説の地下迷宮「アガルタ」の存在が明らかになり、父親はそこで無事に生きていることを知らされる。そしてそこでは、アガルタの最下層・マグマに浮かぶ神殿に眠るアーリマンを復活させるべく、神官たちによる恐ろしい呪術や生け贄の儀式が行われていた。

## スタッフ
- プログラマー：S.KONEOH、PAPANDA、MICRO FACTORY
- シナリオ：神山修一
- 作曲：村井俊夫
- キャラクター、背景デザイン：久保田覚
- キャラクター原画：空根ちゃらか
- モンスターデザイン：加藤清文
- プランニングスタッフ：とみたかしょうぞう、いまいあきこ、とみたかいずみ、N.URUSIBARA、H.OTA
- ゲームバランス：H.TACHI
- キーパンチャー：K.TAKAHASHI
- スペシャル・サンクス：T.YAMAGUCHI、K.OKAMURA、A.OKAMOTO、KOPANDA
- スーパーバイザー：ほりぐちとしひこ
- プロデューサー：ひさとみけんじ
- ディレクター：すずきさとし、梅津真人
- エグゼクティブプロデューサー：よこやまことし

## 評価
ゲーム誌『ファミコン通信』の「クロスレビュー」では合計23点（満40点）、『月刊PCエンジン』では75・80・75・80・70の平均76点（満100点）、『マル勝PCエンジン』では4・5・5・5の合計19点（満40点）、『PC Engine FAN』の読者投票による「ゲーム通信簿」での評価は以下の通りとなっており、18.64点（満30点）となっている。また、この得点はPCエンジン全ソフトの中で423位（485本中、1993年時点）となっている。
| 項目 | キャラクタ | 音楽 | 操作性 | 熱中度 | お買得度 | オリジナリティ | 総合  |
| 得点 | 3.28       | 3.16 | 3.24   | 3.13   | 2.98     | 2.86           | 18.64 |